# 시스네스
시스네스(스페인어: Cisnes)는 칠레 아이센델헤네랄카를로스이바녜스델캄포 주 아이센 현의 코무나이다.